# Distretto di Yamgan
Il distretto di Yamgan è un distretto dell'Afghanistan appartenente alla provincia di Badakhshan. Viene stimata una popolazione di 12 929 abitanti (stima 2016-17).